# Oliver Rathbone
Oliver Michael Rathbone, detto Ollie (Blackburn, 10 ottobre 1996), è un calciatore inglese, centrocampista del Wrexham.

## Carriera
Cresciuto nel settore giovanile del Manchester Utd, nell'estate del 2016 ha lasciato i Red Devils per iniziare la sua carriera professionistica con la maglia del Rochdale, club della terza divisione inglese; ha fatto il suo esordio assoluto in competizioni professionistiche il 4 ottobre nell'incontro di Football League Trophy vinto 2-1 contro il Notts County ed ha segnato il suo primo gol il 22 novembre successivo, in Football League One 2016-2017 contro il Walsall. Con i nerazzurri ha giocato complessivamente per 5 stagioni, la maggior parte delle quali da titolare, collezionando 181 presenze e segnando 15 reti.
Il 4 agosto 2021 ha firmato un contratto con il Rotherham Utd, sempre in terza divisione, dove si è subito imposto come titolare vincendo il Football League Trophy e conquistando la promozione in seconda divisione inglese nel corso della sua prima stagione di permanenza ai Millers; il 13 agosto del 2022 ha debuttato nella seconda divisione inglese nella partita vinta 4-0 contro il Reading ed il 18 ottobre ha segnato il suo primo gol in questa categoria, contro lo Stoke City.
Il 9 agosto 2024 ha firmato un contratto con i gallesi del Wrexham, neopromossi nella terza divisione inglese, e, con 8 reti in 40 presenze, ha dato un contributo decisivo alla promozione in seconda divisione, venendo votato come miglior giocatore stagionale del club. Rimane in rosa ai Red Dragons anche per la stagione 2025-2026, disputata in seconda divisione.

## Statistiche

### Presenze e reti nei club
Statistiche aggiornate al 9 agosto 2025.
| Stagione                | Squadra                 | Campionato              | Campionato | Campionato | Coppe nazionali | Coppe nazionali | Coppe nazionali | Coppe continentali | Coppe continentali | Coppe continentali | Altre coppe | Altre coppe | Altre coppe | Totale | Totale | Totale |
| Stagione                | Squadra                 | Comp                    | Pres       | Reti       | Comp            | Pres            | Reti            | Comp               | Pres               | Reti               | Comp        | Pres        | Reti        | Pres   | Reti   |        |
| ----------------------- | ----------------------- | ----------------------- | ---------- | ---------- | --------------- | --------------- | --------------- | ------------------ | ------------------ | ------------------ | ----------- | ----------- | ----------- | ------ | ------ | ------ |
| 2016-2017               | Rochdale                | FL1                     | 27         | 2          | FACup+CdL       | 4+0             | 0               | -                  | -                  | -                  | FLT         | 2           | 0           | 33     | 2      |        |
| 2017-2018               | Rochdale                | FL1                     | 33         | 1          | FACup+CdL       | 4+1             | 0               | -                  | -                  | -                  | FLT         | 4           | 0           | 42     | 1      |        |
| 2018-2019               | Rochdale                | FL1                     | 28         | 4          | FACup+CdL       | 0+1             | 0+2             | -                  | -                  | -                  | FLT         | 3           | 0           | 32     | 6      |        |
| 2019-2020               | Rochdale                | FL1                     | 24         | 2          | FACup+CdL       | 2+3             | 0+1             | -                  | -                  | -                  | FLT         | 1           | 0           | 30     | 3      |        |
| 2020-2021               | Rochdale                | FL1                     | 40         | 3          | FACup+CdL       | 0+1             | 0               | -                  | -                  | -                  | FLT         | 3           | 0           | 44     | 3      |        |
| Totale Rochdale         | Totale Rochdale         | Totale Rochdale         | 152        | 12         |                 | 16              | 3               |                    | -                  | -                  |             | 13          | 0           | 181    | 15     |        |
| 2021-2022               | Rotherham Utd           | FL1                     | 42         | 2          | FACup+CdL       | 3+1             | 0               | -                  | -                  | -                  | FLT         | 6           | 0           | 52     | 2      |        |
| 2022-2023               | Rotherham Utd           | FLC                     | 38         | 4          | FACup+CdL       | 1+2             | 0+1             | -                  | -                  | -                  | -           | -           | -           | 41     | 5      |        |
| 2023-2024               | Rotherham Utd           | FLC                     | 42         | 1          | FACup+CdL       | 1+2             | 0               | -                  | -                  | -                  | -           | -           | -           | 45     | 1      |        |
| Totale Rotherham United | Totale Rotherham United | Totale Rotherham United | 122        | 7          |                 | 10              | 1               |                    | -                  | -                  |             | 6           | 0           | 138    | 8      |        |
| 2024-2025               | Wrexham                 | FL1                     | 41         | 8          | FACup+CdL       | 1+1             | 0               | -                  | -                  | -                  | FLT         | 5           | 0           | 48     | 8      |        |
| Totale carriera         | Totale carriera         | Totale carriera         | 315        | 27         |                 | 28              | 4               |                    | -                  | -                  |             | 24          | 0           | 367    | 31     |        |

## Palmarès

### Club

#### Competizioni nazionali
- Football League Trophy: 1

Rotherham Utd: 2021-2022